# Russian Helicopters
Russian Helicopters (in russo: Вертолеты России, Vertoljety Rossij) è una holding russa fondata nel 2007 che riunisce tutti i produttori di elicotteri e di componenti e le società di manutenzione della Russia.

## Storia
Russian Helicopters è stata fondata nel 2007, controllata da Oboronprom e parte della neonata Rostec, unendo diverse imprese elicotteristiche russe, mantenendone distinti i brand, e sottoponendone al controllo gli impianti di produzione. La holding è stata creata al fine di rafforzare la presenza russa nel mercato, di sviluppare congiuntamente nuove tecnologie e di applicare soluzioni unificate nella costruzione di nuovi elicotteri.
Nel 2010 Russian Helicopters e AgustaWestland hanno fondato HeliVert, una joint venture con sede a Tomilino creata appositamente per attivare la produzione in Russia dell’AW139.
Gli elicotteri prodotti da Russian Helicopters rappresentano il 90% del mercato elicotteristico russo e il 10% di quello mondiale; a livello globale, il 22% degli elicotteri militari, il 32% degli elicotteri da combattimento e il 42% degli elicotteri medi da trasporto militari sono prodotti da imprese di Russian Helicopters.
Nel 2020 Mil e Kamov si sono fuse a formare il Centro Nazionale Elicotteri Mil e Kamov.

## Elicotteri prodotti
- Kamov Ka-27
- Kamov Ka-31
- Kamov Ka-32
- Kamov Ka-52
- Kamov Ka-60/Ka-62
- Kamov Ka-226T
- Kazan Ansat
- Mil Mi-8
- Mil Mi-17
- Mil Mi-171
- Mil Mi-24
- Mil Mi-26T
- Mil Mi-28
- Mil Mi-34
- Mil Mi-35
- Mil Mi-38
- AgustaWestland AW139 dalla joint venture HeliVert